# リンダ・ムーン
リンダ・ムーン（Linda Moon、1948年9月24日 - ）は、アメリカ合衆国・ミシガン州出身の男性向雑誌PLAYBOY誌・1966年10月号のプレイメイト。彼女の中央見開き折込ページ（センターフォールド）は、ウィリアム・グラハム (William Graham) 、スタン・マリノフスキー (Stan Malinowski) 、ジーン・トリンドル (Gene Trindl) によって撮影された。
リンダは、フランス系アメリカ人とチェロキーの血をひいている。彼女が6歳のとき、彼女の一家はミシガンからカリフォルニア州へ移転した。
リンダがプレイボーイ誌の撮影を行なった時、彼女は実は17歳だった。そして彼女の載った号が売店に出た時点でも18歳に達していなかった。
彼女は何らかの理由で1970年代に数本のテレビ番組と映画に出演したリンダ・レッドファーン (Linda Redfearn) と混同されたが、彼女たちは全くの別人である。